# 김영배 (성우)
김영배(金英培, 본명:김영웅(金英雄), 1937년 7월 23일 ~ )는 대한민국의 성우이다. 기독교방송 2기 성우으로 데뷔하였으며, 현재 각 방송사 드라마에 출연하고 있다. 연극에서 단련된 연기가 방송극에 잘 조화되어 베테랑 급의 연기 생활을 하고 있다. 본명인 김영웅으로 초대,2대 안산시의원과 5대 경기도의원을 지낸 바 있다.